# Abrus precatorius
Abrus precatorius és una espècie de planta enfiladissa perenne de la família de les fabàcies originària d'Indonèsia. Tradicionalment s'havien fet servir les seves llavors, com les llavors del garrofer, per a mesurar (0.12125 grams) en joieria i metges d'Ayurveda. També es fan servir les llavors per instruments de percussió. Les llavors són tòxiques

## Toxina
La toxina present a Abrus precatorius està estretament relacionada amb la ricina i s'anomena abrina que inactiva els ribosomes. Menys de 3 μg (micrograms) resulten mortals.

## Usos
En joieria tradicional asiàtica es fan servir pel seu color. A la Xina són un símbol de l'amor en xinès s'anomenen xiang si dou ((xinès)), o "mongeta de l'amor mutu".
A Trinidad al Carib se'n fan braçalets i infusions de les seves fulles

## Galeria fotogràfica

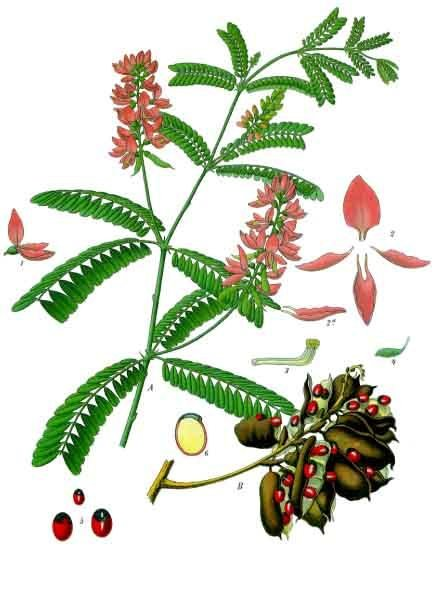
Abrus precatorius de Koehler Medicinal-Plants
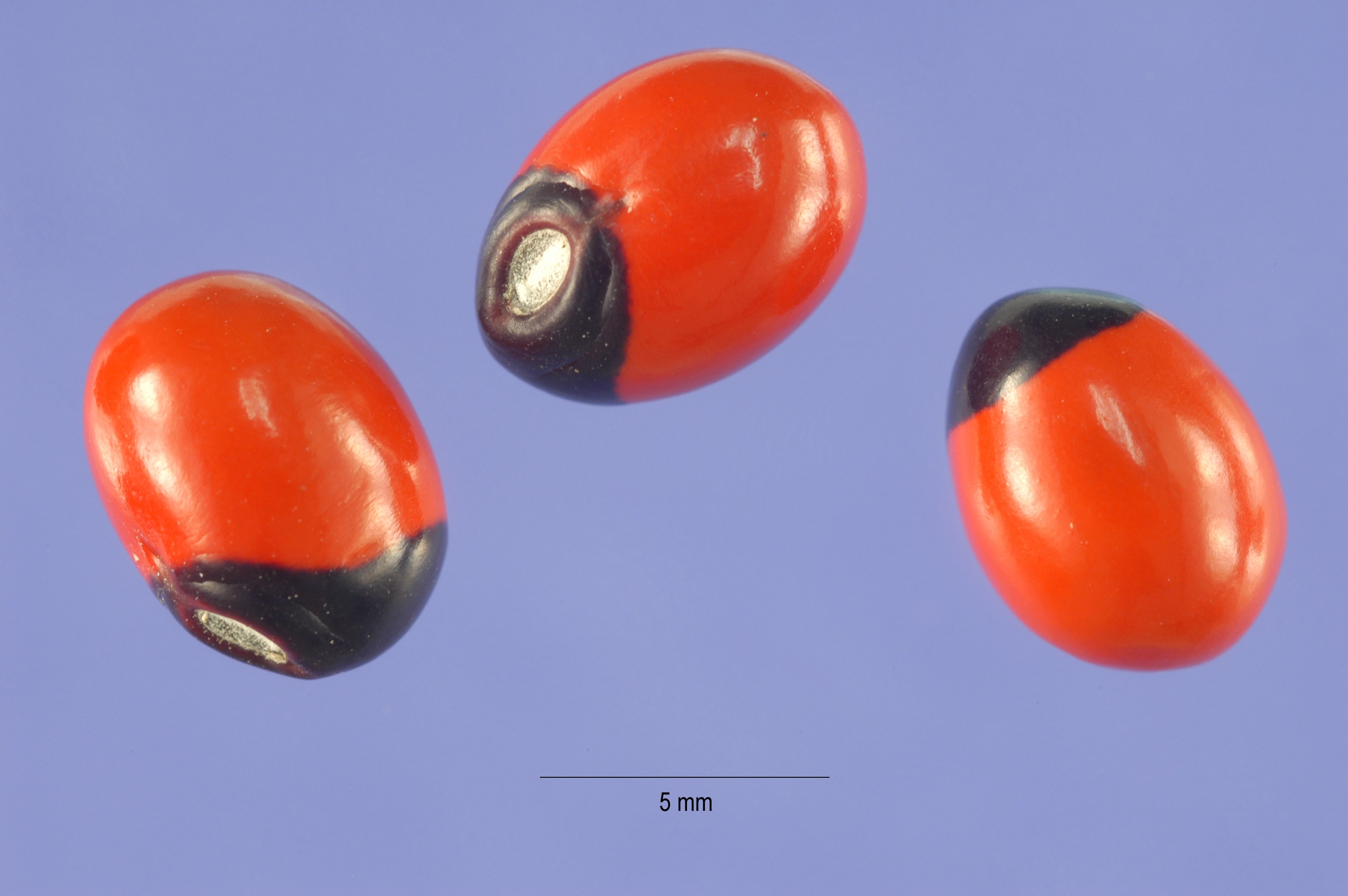
Llavors brillants d'A. precatorius
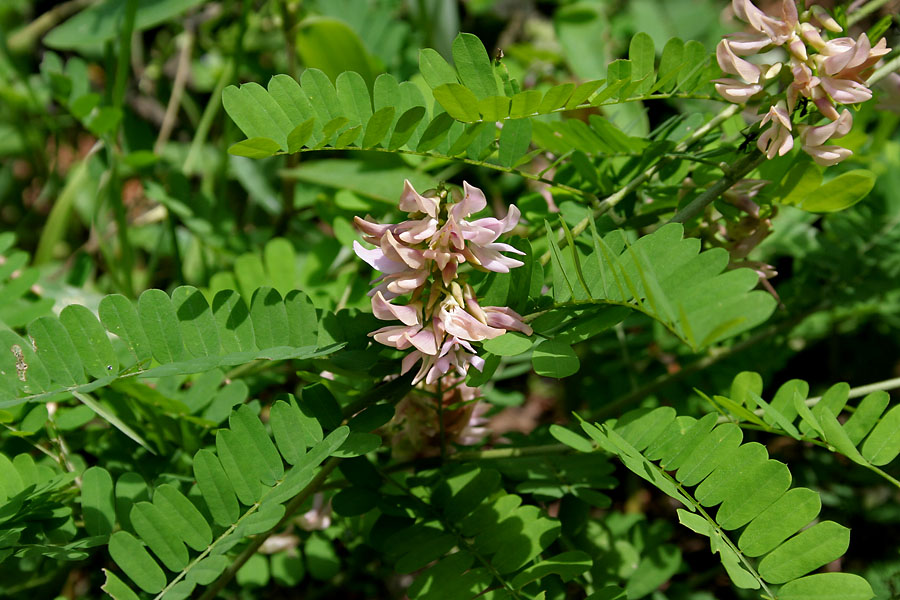
Abrus precatorius fulles i flors
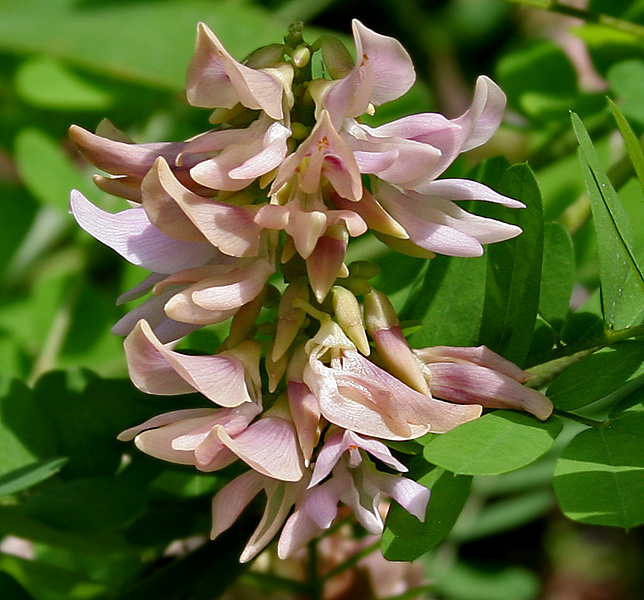
Abrus precatorius flors